# Eagleville (Tennessee)
Pour les articles homonymes, voir Eagleville.
Eagleville est une municipalité américaine située dans le comté de Rutherford au Tennessee.
Selon le recensement de 2010, Eagleville compte 604 habitants. La municipalité s'étend alors sur une superficie de 2,31 milles carrés (5,98 km2).
Les premiers habitants d'Eagleville arrivent dans la région en 1790,. D'abord appelée Manchester, la localité est renommée Eagleville en 1836 en l'honneur de Chesley Williams qui, d'après la légende locale, y tua un grand aigle. Eagleville devient une municipalité en 1949,.